# Renée Vivien
Renée Vivien (właściwie Pauline Mary Tarn) (ur. 11 czerwca 1877 w Londynie, zm. 18 listopada 1909 w Paryżu) – angielska pisarka tworząca w języku francuskim. Uważana za jedną z ostatnich pisarek tworzącą zgodnie z zasadami symbolizmu. Tworzyła sonety, jedenastozgłoskowce falecejskie, wiersze pisane prozą.

## Pierwsze lata
Vivien urodziła się w Londynie, jej ojciec był Anglikiem, matka Amerykanką. Vivien dorastała w Paryżu i w Londynie, gdy odziedziczyła po ojcu fortunę, w wieku 21 lat osiadła na stałe w stolicy Francji.
W Paryżu Vivien otaczała się osobami pochodzącymi z artystycznego światka. Nie ukrywała tego, że jest lesbijką, żyła w związku z amerykańską pisarką Natalie Clifford Barney. Żywiła również głębokie uczucia względem Violet Shillito, najbliższej przyjaciółki z dzieciństwa i sąsiadki lecz ten związek pozostał nieskonsumowany. To głównie przez wpływy Shillito Renée rozpoczęła nie przepadać za mężczyznami. W roku 1900 Vivien porzuciła Violet gdy rozwinął się romans z Natalie. Rok później Shillito zmarła z powodu duru brzusznego. Vivien czuła się winną jej śmierci i długo nie potrafiła odzyskać równowagi psychicznej po tej tragedii.

## Stosunki towarzyskie
W roku 1901 z powodu niewierności Barney związek obu poetek został zerwany. Natalie Clifford nie potrafiła pogodzić się z utratą Renée i czyniła wytężone wysiłki aby odzyskać ukochaną. W tym celu słała do umiłowanej kwiaty, listy, prosiła przyjaciół o wsparcie u Vivien.
W 1902 roku poznała baronową Helene de Zuylen, pochodzącą z rodu Rothschildów. Zuylen była zamężna, posiadała dwójkę synów. Bardziej stateczna niż Barney Zuylen potrafiła zapewnić Vivien stabilizację emocjonalną i wsparcie. Pozycja Zuylen nie pozwalała parze na otwarte pokazywanie się razem i uwidacznianie swych bliskich stosunków, jednak podróżowały razem, ich romans trwał wiele lat. W listach do swojej powiernicy, francuskiej dziennikarki Jean Charles-Brun, Vivien zwierzała się ze swych zamiarów poślubienia Helene de Zuylen. Renée publikowała swe wiersze i prozę przy współudziale Zuylen pod imieniem Paule Riversdale.
Będąc w związku z Zuylen Vivien otrzymywała listy od tajemniczej wielbicielki ze Stambułu. Była nią Kerime Turkhan Pasza, żona tureckiego dyplomaty. Intensywna wymiana listów była przyczyną krótkich, tajnych spotkań obu kobiet. Kerime została wychowana znając język francuski, kultywując pomimo tego islamską tradycję, chodziła z ukrytą twarzą, nie mogła podróżować bez woli męża. W międzyczasie, w 1907 roku, Zuylen porzuciła Vivien dla innej kobiety; zerwanie więzi pomiędzy Renée a Helene było głośno komentowane w środowisku artystycznym. Zrozpaczona Vivien wyjechała ze swoją matką do Japonii, potem na Hawaje. Podczas podróży poetka rozchorowała się. Rok później doszło do kolejnego szoku: Kerime przeprowadzając się z mężem do Sankt Petersburga zakończyła romans.
Vivien została mocno dotknięta tymi stratami. Zaczęła nadużywać alkoholu, narkotyków, zwróciła się w stronę sadomasochistycznych fantazji. Zawsze ekscentryczna, zaspokajała najdziwniejsze fetyszowe zachcianki. Jej kondycja psychiczna była w coraz gorszym stanie, popadła w depresję, przestała przyjmować jedzenia – był to podstawowy czynnik gorszego stanu zdrowia.

## Podróże
Vivien wiele podróżowała po świecie: zwiedziła Egipt, Chiny, Bliski Wschód, Amerykę, jeździła dużo również po Europie. Ówcześni ludzie podziwiali jej elegancję i piękno, blond włosy, niebieskie oczy pokryte złotem, delikatną androginię; przed zachorowaniem ubierała się schludnie oraz gustownie, nosiła drogie ubrania oraz kosztowną biżuterię.
Jej mieszkanie w Paryżu było luksusowo ustrojone (obecnie avenue Foch 23). Nabyła antyczne meble w Londynie oraz dzieła z Dalekiego Wschodu. W jej mieszkaniu dominowało silne ukwiecenie.

## Choroba i śmierć
Podczas wizyty w Londynie w 1908 roku Vivien była zadłużona, próbowała popełnić samobójstwo wypijając laudanum. Padła na swój tapczan trzymając przy sercu bukiet fiołków. Próba zabicia się jednak nie powiodła się. Pod koniec życia cierpiała na zapalenie błony śluzowej żołądka z powodu nadużywania alkoholu i wodzianu chloralu, niedowładała kończynami. Latem 1909 chodziła o lasce.
Renée Vivien zmarła 18 listopada 1909 roku w wieku 32 lat – przyczyną śmierci było najprawdopodobniej zapalenie płuc spowodowane przez alkoholizm, nadużywanie narkotyków i jadłowstręt psychiczny. Pochowano ją na Cimetière de Passy.
W ciągu jej krótkiego życia Renée Vivien była bardzo płodną pisarką, zwano ją „Muzą fiołków” z powodu zamiłowania do tych kwiatów oraz miłości w swych wczesnych latach do Violet Shillito (Violet oznacza fiołek).
Większość jej utworów nie została przetłumaczona na angielski. Podstawowe książki to : Cendres et Poussières (1902), La Vénus des aveugles (1903), A l'heure des mains jointes (1906), Flambeaux éteints (1907), Sillages (1908), Poèmes en Prose (1909), Dans un coin de violettes (1909), Haillons (1910).
Jej poezja zdobyła szerokie uznanie we Francji.